# Slender Man
Slender Man er en fiktiv internetkarakter, der stammer fra et internetfænomen skabt af Eric Knudsen i 2009. Han er portrætteret som en høj, tynd mand med et hoved, uden ører, øjne, næse, eller mund. Historier om ham omhandler ofte ham der kidnapper eller traumatiserer folk, for det meste børn. 
Figuren har siden hen været med i videospil, og var med i filmen Slender Man fra 2018, hvor han blev spillet af Javier Botet.

## Historie
Slender Man blev skabt af Eric Knudsen, på onlineforummet Something Awful i 2009. Figuren blev efterfølgende et internetfænomen, og startede gysergenren Creepypasta. Figuren har også været inspiration til figuren Operator fra serien Marble Hornets.

### Waukescha-mordforsøget
I 2014, begyndte et kontrovers omkring figuren, efter at to 12-årige i Wisconsin, havde stukket deres klassekammerat Payton Leutner ned i skoven. Da de blev anholdt fortalte de at de havde gjort det for at få Slender Man til ikke at angribe deres familie. Efter at det skete, begyndte flere amerikanske forældre at udtrykke bekymring over at børn læste historier om Slender Man, og andre creepypastas.

### Filmatisering
I 2018 kom filmen Slender Man ud, hvor Javier Botet spillede rollen. Filmen blev instrueret af Sylvain White, efter manuskript af David Birke.